# Kamija Hirosi
Kamija Hirosi (japánul: 神谷浩史, Hepburn-átírással: Kamiya Hiroshi) (Macudo, Csiba prefektúra, 1975. január 28. –) japán szeijú, énekes. Jelenleg az Aoni Production ügynökség menedzseli őt.

## Élete
Szülei átlagos dolgozók, van egy öccse. Kiskorában elköltöztek Usikuba, Ibaraki prefektúrába, ahol az iskolában belépett a karate-klubba, és fekete övet szerzett középiskolás korára.
A színészi pályára végzősként kezdett felfigyelni, amikor barátjával megalapították a dráma-szakkört a középiskolában, miután otthagyta a karatét, és egy versenyen különdíjat nyert a színpadi alakításáért. Érettségi után az Aoni-dzsukuba felvételizett, ami az Aoni Production ügynökség által fenntartott szeijú-gyakorlóiskola. A 14. évfolyam tanulójaként sikeresen végzett, és belépett az Aoni Productionhoz. 1994-ben debütált szeijúként a Cujosi, sikkari sinaszai! c. animében.
Az első nagyobb alakítása főszereplőként a Méz és lóhere animében volt, majd később a Szajonara Zecubó-szenszei és a Gundam00 animékkel került be a köztudatba. Rádiós személyiségként is ekkoriban kezdett aktívan szerepelni. 2008-ban a 2. Szeijú Awardson megnyerte a Legjobb Mellékszereplő Díját Tieria Erde (Mobile Suit Gundam 00) szerepéért. A rá következő évben megnyerte a Legjobb Főszereplő Díját Nacume Takasi (Nacume Júdzsincsó) szerepe miatt, és ekkortól kezdve vált a szakma egyik meghatározó egyéniségévé.
2009-től zenei karrierbe kezdett a Kiramune cég szárnyai alatt, ahol ugyanakkor Irino Mijuval együttest is alakítottak KAmiYU néven. Saját dalait a Kiramune eventjein adja elő, amit évente többször is megrendeznek.
2007-től Ono Daiszukevel közös rádiót vezet, a DearGirl ~Stories~-t, amiben a MASOCHISTIC ONO BAND légbanda megszületett, és énekesként ő is az együttes tagja.

### Személyisége
Kamiya úgy írja le magát, hogy „ Nagyon befelé forduló természetem van, mindent megkérdőjelezek.” Emiatt roppantul könnyen tudott azonosulni Itosiki Nodzomu(Szajonara Zecubó-szenszei) karakterével.
Nagy macska-mániás, van egy Nyanko-sensei nevű oroszkék macskája, akit az Inakappe Taisó mangában felbukkanó karakterről nevezett el. Kamiya nagy szenvedélye a tokusatsu-műsorok és a videójátékok. Az összes Famitsū száma megvan, ami egy videójátékokkal foglalkozó magazin.
Gyerekkorától kezdve álmodozott róla, hogy egyszer egy Gundamba ülhet. Amikor megkapta Captain Gundam szerepét az SD Gundam Forceban, és ő maga lett Gundam, a legnagyobb sikerélményének mondja el a későbbiekben is mióta a szeijú pályára lépett.
2006. augusztus 7-én a Méz és lóhere II felvételére tartva útközben közlekedési balesetet szenvedett. Egy hónapig kómában feküdt a kórházban, és volt, hogy újra kellett éleszteni ezalatt. Ugyanabban az évben, szeptember 29-én végül elhagyta a kórházat csodálatosan gyors felépülést mutatva , de rehabilitációra folyamatosan visszajárt. A Crash B-Daman utolsó részében, amit december 25-én vetítettek a TV-ben kijelentette teljes felépülését. Paku Romitól kapott egy kereszt-nyakláncot, amíg kórházban feküdt, védő-talizmánként, amit sokáig magán viselt. A balesete idején Nodzsima Kendzsi a Méz és lóhere II utolsó részében és a Crash B-Damanban, Mijano Mamoru a Gundam Seed Stargazerben, Kikucsi Maszami a Tsubasa Chronicleben és Sakurai Takahiro a Black Blood Brothersben helyettesítették őt.

## Díjak
- 2016. 10. Seiyū Awards Legtöbb Szavazat Díja
- 2015. 9. Seiyū Awards Legjobb Személyiség Díja, Legtöbb Szavazat Díja
- 2014. 8. Seiyū Awards Legtöbb Szavazat Díja
- 2013. 7. Seiyū Awards Legtöbb Szavazat Díja
- 2012. 6. Seiyū Awards Legtöbb Szavazat Díja
- 2010. TAF Anime Awards Seiyū Díja (Bakemonogatari)
- 2009. 3. Seiyū Awards Legjobb Főszereplő Díja, Legjobb Személyiség Díja
- 2008. 2. Seiyū Awards Legjobb Mellékszereplő Díja

## Diszkográfia
Single
- 2010. For Myself
- 2011. Nijiiro Chocho
- 2012. Such a beautiful affair
- 2014. START AGAIN
- 2016. Danger Heaven?

Albumok
- 2011. Harezora

Minialbumok
- 2009. Harenohi
- 2013. Hareiro
- 2014. Hareyon
- 2015. Haregou
- 2015. Hareroku
- 2016.Theater

## Főbb szerepei
- Hachimitsu to Clover (Takemoto Yūta)
- Sayonara Zetsubō-sensei (Itoshiki Nozomu)
- Gundam 00 (Tieria Erde)
- Natsume Yujincho (Natsume Takashi)
- Bakemonogatari (Koyomi Araragi)
- One Piece (Trafalgar Law)
- Working (Sōma Hiroomi)
- Durarara (Orihara Izaya)
- Karnival (Gareki)
- Shingeki no Kyojin (Levi)
- Hamatora (Art)
- Noragami (Yato)
- Angel Beats! (Otonashi Yuzuru)
- Kuroko no Basuke (Akashi Seijūrō)
- Saiki Kusuo no Psi-nan (Saiki Kusuo)